# Jamaikanische Badmintonmeisterschaft 1989
Die Jamaikanische Badmintonmeisterschaft 1989 fand vom 2. bis zum 3. September 1989 im Constant Spring Golf and Country Club in Kingston statt. Es war die 42. Austragung der nationalen Titelkämpfe im Badminton von Jamaika.

## Sieger und Finalisten
| Disziplin    | Gold                        | Silber                      |
| ------------ | --------------------------- | --------------------------- |
| Herreneinzel | Robert Richards             | Garth King                  |
| Dameneinzel  | Maria Leyow                 | Terry Leyow                 |
| Herrendoppel | Robert Richards Garth King  | Roberto Moore Robert Wong   |
| Damendoppel  | Carol Jones Terry Leyow     | Camille Lue Jackie Beckford |
| Mixed        | Robert Richards Maria Leyow | Paul Leyow Terry Leyow      |